# Crossoloricaria cephalaspis
Crossoloricaria cephalaspis (Кроссолорікарія щитоголова) — вид риб з роду Crossoloricaria родини Лорікарієві ряду сомоподібні. Інша назва «мармурова кроссолорікарія».

## Опис
Загальна довжина сягає 10,9 см. Голова сильно сплощена зверху. Морда майже загострена. Очі помірно розміру, розташовані зверху голови. Є 3 пари вусів помірної довжини, найдовші розташовані на верхній щелепі. Губи наділені присосками. Рот помірно великий. Тулуб стрункий. Черево не повністю вкрито кістковими пластинами, його середня частина вкрита подвійним рядком пластин. Хвостове стебло звужується. Промені усіх плавців розгалужені. Спинний плавець помірно довгий, з 1 жорстким шипом. Грудні плавці доволі довгі, сягають черевних плавців. Анальний плавець невеличкий, має 1 жорсткий промінь. Хвостовий плавець невеличкий.
Забарвлення являє дрібний й світлий малюнок, що складається з численних цяток й рисок сіро-коричневого або світло-коричневого кольору. Малюнок вкриває верх голови, спину, боки. Нижня частині й черево є брудно-білого кольору.

## Спосіб життя
Зустрічається на помірній течії. Тримається піщаного ґрунту. Доволі полохлива риба. Вдень закопується у пісок (повністю, за течією), а також під час небезпеки. Неохоче викопується, лише задля полювання на здобич. Живиться личинками комах й дрібними водними організмами.

## Розповсюдження
Мешкає у річці Магдалена (Колумбія).